# ベンゾシクロブテン
ベンゾシクロブテン（英: Benzocyclobutene）は多環芳香族炭化水素の一種。BCBとも略される。ベンゼン環にシクロブタンが結合しており、化学式はC8H8で表される。

## 用途
感光性ポリマーの原料となり、BCBをベースとした高分子誘電体はマイクロエレクトロニクスやMEMSに用いられる。他にウェハーボンディング、光インターコネクト、低誘電率誘電体、皮質内神経インプラントなどに応用される。